# David Resnick (Architekt)

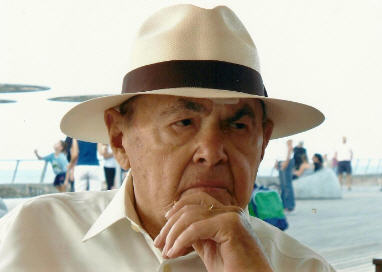
David Resnick

David Resnick (* 5. August 1924 in Rio de Janeiro; † 4. November 2012) war ein israelischer Architekt und Stadtplaner brasilianischer Herkunft.

## Werdegang
Resnick wurde in Rio de Janeiro geboren, wo er noch als Architekturstudent für Oscar Niemeyer arbeitete. 1949 emigrierte er mit seiner Frau nach Israel und stieg dort zu einem der namhaftesten Architekten der Moderne auf.
1964 wurde er mit dem Rechter Prize ausgezeichnet, 1995 erhielt er den Israel-Preis in Architektur. 2006 wurde er zum Ehrenmitglied des American Institute of Architects ernannt.

## Bauten
- 1957: Rabbi Dr. I. Goldstein Synagoge, Jerusalem (mit Heinz Rau)
- 1958: Van Leer Jerusalem Institute, Jerusalem
- 1958: Campus der Hebräischen Universität auf dem Skopus
- Hyatt Regency Hotel, Jerusalem
- 1966: Jad Kennedy